# Bateinoi
Die in Latein Batini genannten Bateinoi (altgriechisch Βατεινοί),  waren ein germanischer Volksstamm, der nur von Claudius Ptolemaeus in seiner Geographike im elften Kapitel des zweiten Buches zur Germania magna überliefert ist. Die Batini waren den Markomannen benachbart. Ihr Siedlungsgebiet lag wohl etwa im heutigen Böhmen.